# Журавли-красавки
Журавли-красавки (лат. Anthropoides) — устаревший род птиц семейства журавлиных, состоящий из двух видов, обитающих в Европе, Азии и Южной Африке. Международный союз орнитологов не признаёт род и включает в состав рода Grus, но допускает возможность выделения их обратно в самостоятельный род. Некоторыми авторами рассматривается в ранге подрода.
От других журавлиных отличается короткими, как у дрофы, ногами. Также, как и дрофы, красавки обитают в степях — в отличие от других видов журавлей, предпочитающих заболоченные территории. Хотя морфологические особенности красавок значительно отличаются от серёжчатого журавля, анализ ДНК свидетельствует об их близком родстве.

## Классификация
Красавки разделяются на два отдельных вида:
- Журавль-красавка (Grus (Anthropoides) virgo) — обитает на обширной территории в Азии, Европе и Северной Африке. Самый маленький вид журавлей.
- Африканская красавка (Grus (Anthropoides) paradisea) — обитает в Южно-Африканской республике и Намибии.